# Loxosceles variegata
Loxosceles variegata là một loài nhện trong họ Sicariidae.
Loài này thuộc chi Loxosceles. Loxosceles variegata được miêu tả năm 1897 bởi Eugène Simon.